# Fuggerhuis (Almagro)

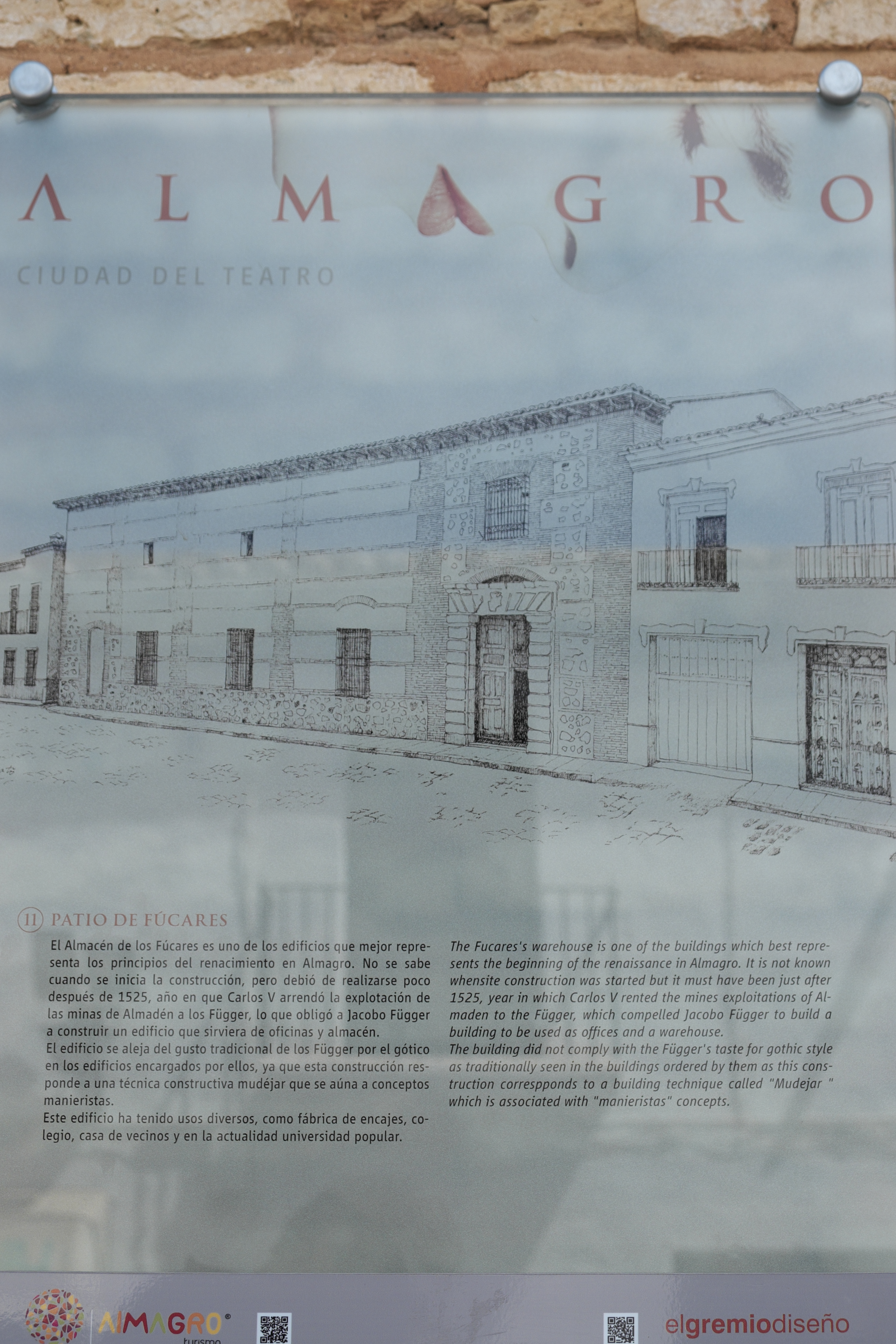
Almacén de los Fúcares,Informatiepanel

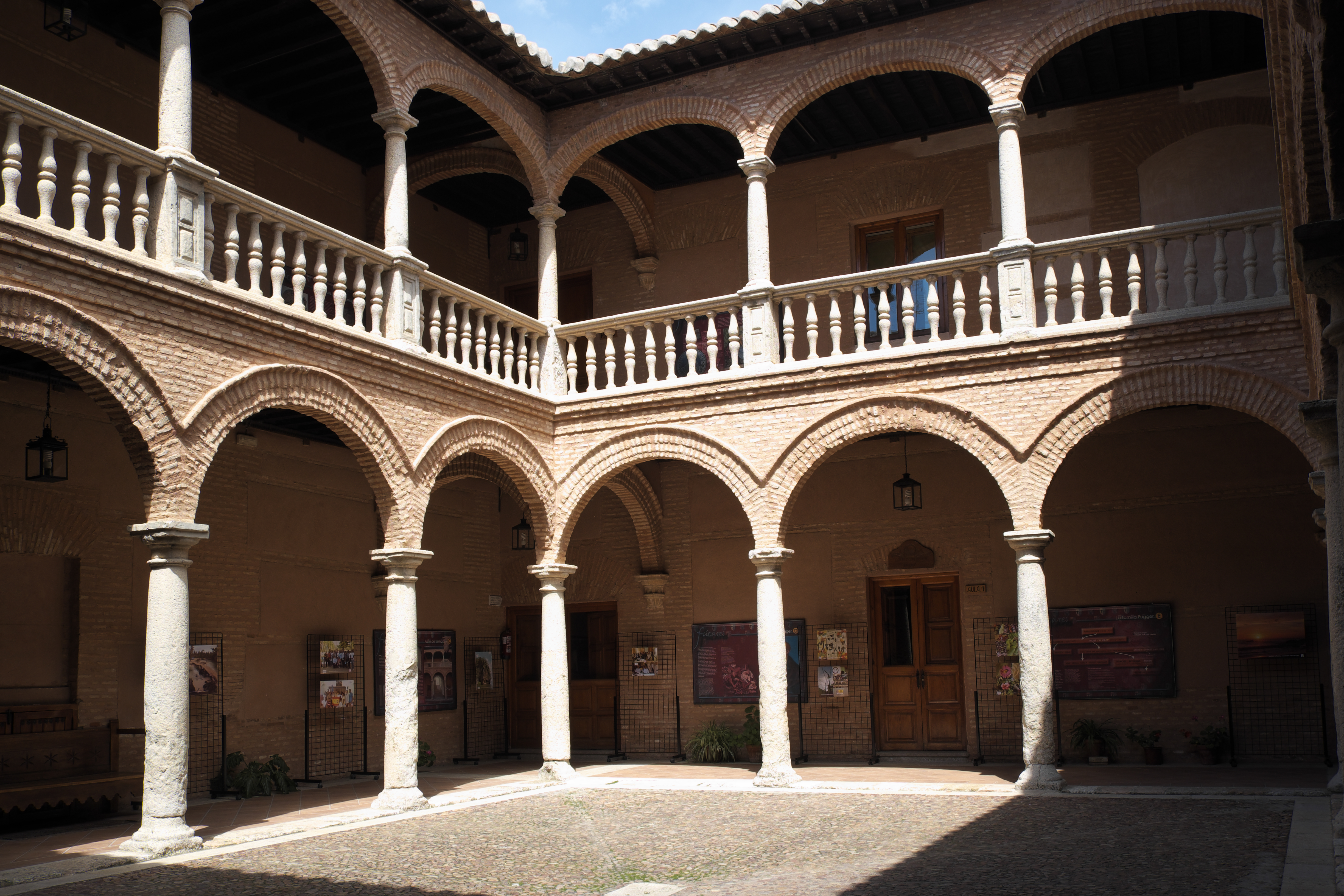
Binnenplaats van het Fuggerhuis en Factorij in Almagro

Het Fuggerhuis (Spaans:Almacén de los Fúcares) of Palacio de Fúcares of Casa de los Fúcares is  een voormalig stadspaleis of koopmanshuis/herenhuis en een factorij van het bankiers- en koopmansgeslacht Fugger in de Spaanse stad Almagro in de regio Castilië-La Mancha. Het renaissancebouwwerk stamt uit de 16e eeuw. Sinds 1984 is hier een volksuniversiteit ondergebracht, het: Universidad Popular. Het complex is gelegen op de hoek: Calle Arzobispo Cañizares/Calle Tercia. Het gebouw is gemaakt van baksteen en Toscaanse zuilen. Het vierkante stadspaleis heeft een  binnenplaats en bestaat uit twee verdiepingen en wordt omgeven door galerijen. De begane grond heeft gewelde arcaden. Op de eerste verdieping is een balustrade en is toegankelijk via een trappenhuis. Het gebouw telt vele deuren.   

## Geschiedenis
In ruil voor de financiering van de keizerverkiezing in 1519 van Karel V, ontving de familie Fugger, de huurovereenkomst voor de kwikproductie door delving in de op ongeveer 120 kilometer ten westen van de Almagro gelegen Mijn van Almadén. Tegenwoordig zijn deze mijnen
Unesco werelderfgoed. Kwik werd al in de Mijn van Almadén gedolven, sinds de oudheid en later geëxploiteerd door de moren. De vraag naar kwik was enorm toegenomen, sinds de ontdekking van de Nieuwe Wereld en haar zilver- en goudmijnen in de overzeese bezittingen van het  Spaanse Rijk en Portugese Rijk in Latijns-Amerika. De factorij in Almagro werd gebruikt om het graan uit de omliggende landerijen  van de Fuggers en het gewonnen kwik op te slaan. Vanuit de factorij in Almagro werd het in het op ongeveer 350 kilometer ten zuidwesten gelegen Sevilla te verhandelen. Sevilla was namelijk de belangrijke transatlantische havenstad van Europa op dat moment.In Sevilla was namelijk het:Real y Supremo Consejo de Indias 
gevestigd , het Archivo General de Indias en lag de Spaanse Zilvervloot er. Verder was het een belangrijke haven voor handel met Vlaanderen en Italië. De eigenaars van de factorij waren  neven van Jakob Fugger de Rijke.

## Afbeeldingen

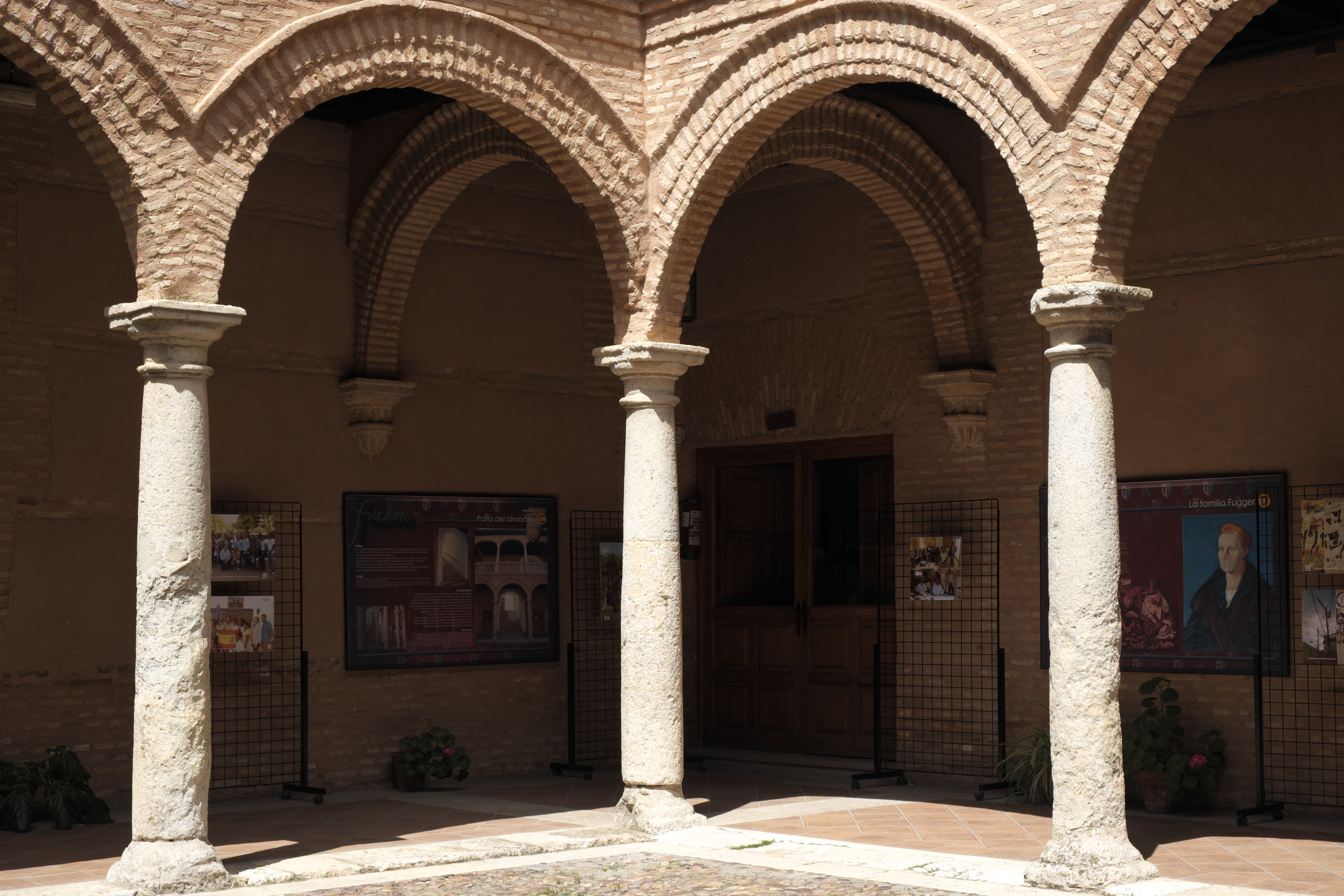
Arcaden in de binnenplaats
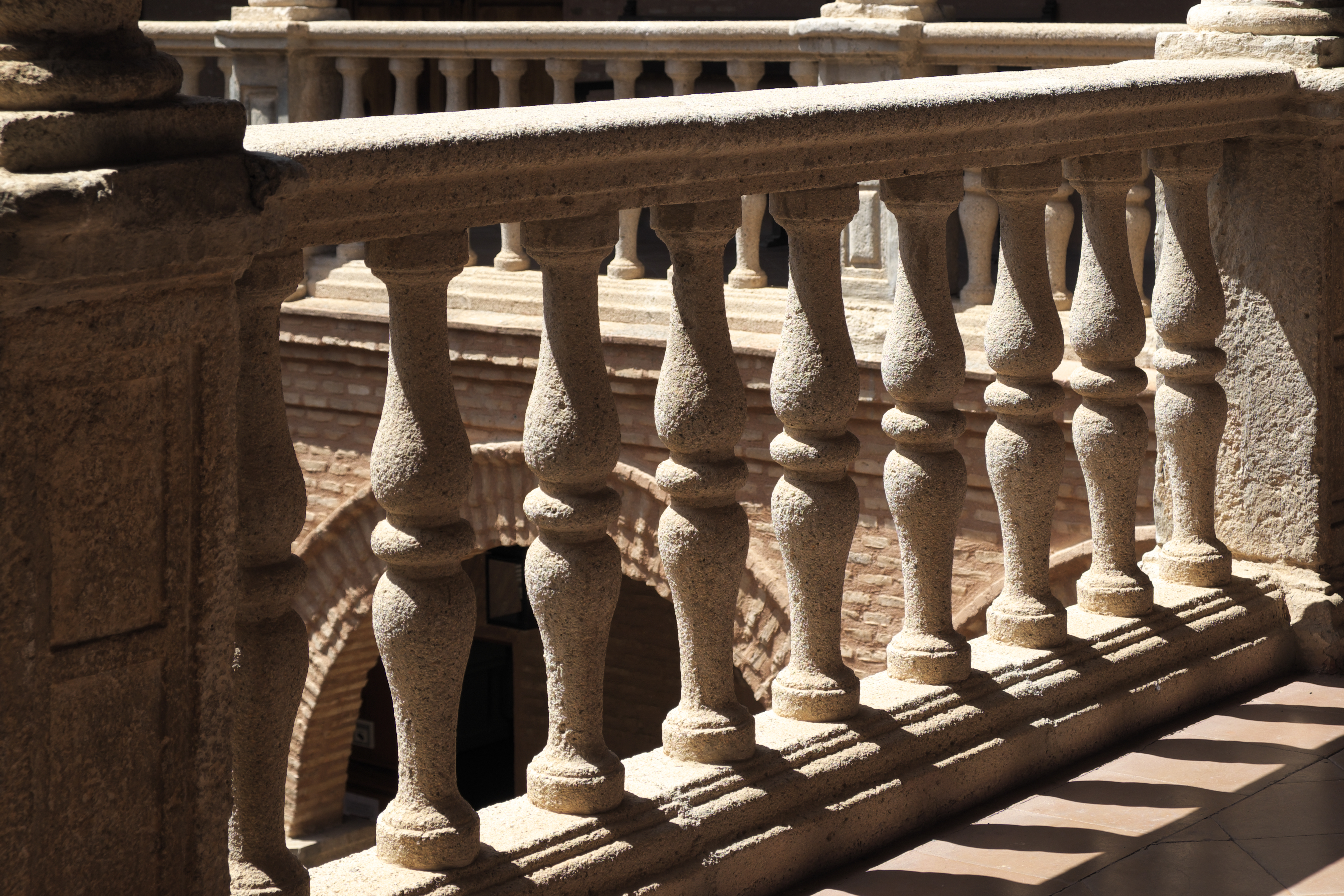
Balustrade op de eerste verdieping
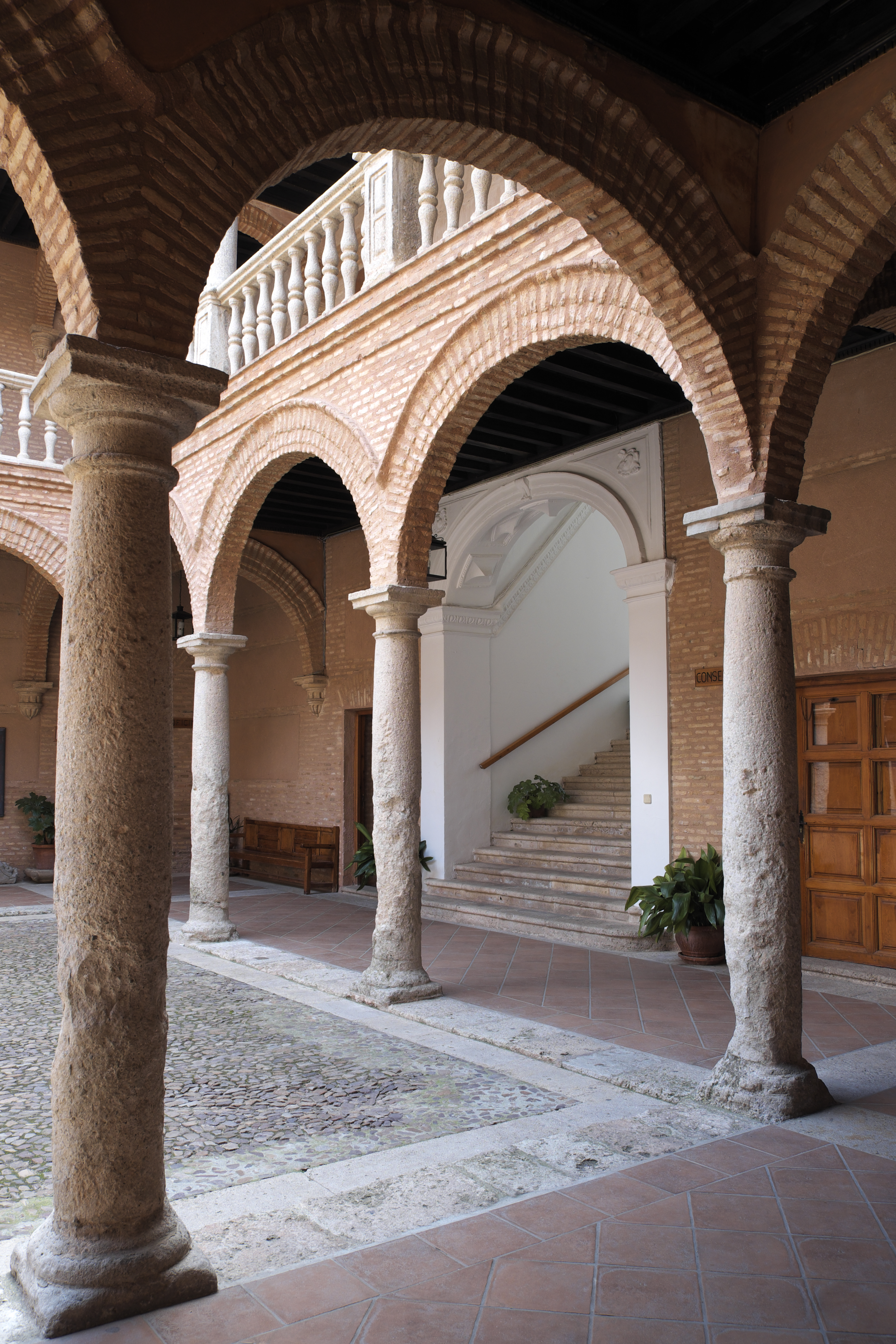
Arcaden op de binnenplaats op de begane grond, met doorkijkje naar het trappenhuis en de balustrade op de eerste verdieping